# Мартыновы
Марты́новы (Мартиновы) — древний дворянский род.
К роду столбового дворянства (Герб. Часть III. № 86), принадлежал Н. С. Мартынов, убивший на дуэли поэта Лермонтова.
Род внесён в VI часть дворянской родословных книг Калужской, Московской, Пензенской и Харьковской губерний.
Мартыновы одного происхождения с Кульневыми, Неглиновскими и Сарафановыми.
Род Мартыновых внесён в VI часть родословных книг Калужской, Московской, Пензенской и Харьковской губерний.

## Происхождение и история рода
Происходит от польского выходца Саввы Мартынова, переселившегося в Русское государство к великому князю Василию Васильевичу Тёмному, который пожаловал его поместьями в Ржеву-Владимирову (1460).
Опричниками Ивана Грозного являлись Иван и Фёдор Мартыновы (1573). Погиб под Кесью Грязной Мартынов (июль 1587).
Савлук Фёдорович за московское осадное сидение (1610) пожалован вотчиной в Рязанском уезде.

## Описание гербов

#### Герб Мартыновых 1785 г.
В Гербовнике Анисима Титовича Князева 1785 года имеется изображение двух печатей с гербами представителей рода Мартыновых:
1. Герб генерал-майора артиллерии (1763) Матвея Григорьевича Мартынова: в серебряном поле щита, посередине горизонтально, широкая красная полоса, на которой три золотые розы (изм. польский герб Долива). Щит увенчан дворянским шлемом с шейным клейнодом, а вместо короны бурелет (намёт отсутствует).  Вокруг щита военная арматура в виде пушек с ядрами, знамён, барабанов.
2. Герб Мартынова: в серебряном поле щита, горизонтально, делящая щит на две части, широкая красная полоса с тремя золотыми четырёхлистниками, Внизу под полосой коричневая лилия (изм. польский герб Гоздава). Щит украшен дворянским шлемом повёрнутым вправо (дворянская корона отсутствует). Нашлемник: два орлиных крыла, с красными полосами, на которых по два четырёхлистника. Цветовая гамма намёта не определена. Вокруг щита военная арматура в виде пушек с ядрами, знамён, барабанов[7].

#### Герб. Часть III. № 86.
Герб рода Мартыновых: щит разделён горизонтально на две части, из коих в верхней, в серебряном поле, изображена выходящая из облаков облечённая в латы рука с мечем (польский герб Малая Погоня). В нижней части, в голубом поле, между двух серебряных шестиугольных звёзд виден серебряный полумесяц, рогами вверх обращённый, над которым находится такая же звезда (изменённый польский герб Ксежиц).
Щит увенчан обыкновенным дворянским шлемом с дворянской на нём короной. Намёт на щите серебряный, подложенный голубым.

#### Герб. Часть IX. № 29.
Герб потомства полковника Алексея Мартынова пожалованного дипломом на дворянское достоинство 15.11.1846 году: щит пересечён, вверху в красном поле, половина встающего грифа с изогнутым мечом в лапе. Внизу, в зелёном поле, золотой пернач, за ним накрест сабля остриём вниз и пика, остриём вверх. Над щитом дворянский коронованный шлем с тремя страусовыми перьями. Намёт: зелёный, подложенный золотом.

#### Герб. Часть IX. № 30.
Герб коллежского советника Алексея Мартынова пожалованного дипломом на дворянское достоинство 29.03.1863 году: в лазоревом поле серебряный лебедь вправо с красными глазами, языком, золотым клювом и лапами (польский герб Лебедь), окружён девятью пятиконечными звёздами. Над щитом дворянский коронованный шлем. Нашлемник: серебряный лебедь в право с красными глазами и языком, золотым клювом и лапами. Намёт справа лазоревый с серебром, слева лазоревый с золотом.

#### Герб. Часть XVIII. № 37.
Герб потомства генерал-майора Герасима Антоновича Мартынова: в золотом щите чёрный треугольник остриём вниз. Над ним горизонтально серебряная с красными швами крепостная стена. В ней башня с открытыми воротами. Над щитом дворянский коронованный шлем. Нашлемник: два чёрных орлиных крыла. Между ними серебряный лапчатый крест. Намёт: справа чёрный с золотом, слева чёрный с серебром. Девиз: <<ОРУЖИЕМ>> чёрными буквами на золотой ленте.

## Известные представители
- Мартынов Монша — дьяк, воевода в Новгороде-Великом (1614 )[9].
- Мартынов Савлук Фёдорович — участник осады Смоленска (1634).
- Мартынов Фёдор Михайлович — погиб в битве с татарами (1643)[4].
- Мартынов Фёдор — дьяк (1676).
- Мартынов Яков Фёдорович — стольник царицы Евдокии Фёдоровны (1686—1692).
- Мартынов Григорий Фёдорович — рейтар, за службу в войне с Турцией и Крымом пожалован вотчиной (1691).
- Мартынов Фёдор Мартынович — дьяк (1692).
- Мартынов Борис Григорьевич — воевода в Кашире, получил от Петра I табакерку усыпанную бриллиантами за услуги его по усмирению стрелецкого бунта (1698) на табакерке была надпись: "Нюхай из этой нюхательницы и вспоминай Петра", участник Севского похода (1709), где был убит.
- Мартыновы: секунд-майор  Егор Ильич, Николай Михайлович, ротмистр Сергей Егорьевич — убиты пугачёвцами (1774).
- Мартынов Павел Петрович — генерал-адъютант императора Николая I.
- Мартынов Андрей Дмитриевич — генерал-лейтенант, кавалер ордена Святого Георгия 3-й степени (1812).
- Мартынов Николай Петрович — генерал-майор, сенатор, кавалер ордена Святого Георгия 3-й степени (1831)[6][9][10].